# Алкогольная деградация личности
Алкогольная деградация личности — прогрессивное снижение уровня и психических качеств личности у хронических алкоголиков. Включает расстройство интеллекта (приобретённое слабоумие — алкогольную деменцию) и патологические изменения характера (алкогольную характеропатию).

## Характеропатия
Характерной особенностью алкогольной деградации личности является акцент на нравственно-этическом снижении: эмоциональное огрубление, лживость, поверхностность, односторонность интересов, паразитические тенденции и эгоизм. Данные отличительные свойства возникают довольно рано, практически с самого начала болезни и относительно вариабельны. Психопатизация вследствие приёма алкоголя отличается от других расстройств личности наличием общего интеллектуального и личностного снижения, грубостью и простотой личности, поверхностностью и стандартностью суждений.

## Деменция
Алкогольной деградации свойственно также нарушение интеллектуальных функций. Выраженность слабоумия зависит от давности, тяжести заболевания и общего объёма потреблённого алкоголя. По мнению отдельных авторов, психоорганический синдром является центральным проявлением заболевания.
Предположительно причиной развития интеллектуального снижения является не только прямое воздействие этанола на мозг, но и токсическая энцефалопатия, вызванная алкогольным поражением печени.